# Crawling peg
En macroeconomía, El crawling peg, conocido en español como "paridad móvil" o "devaluación administrada", es un régimen cambiario en el cual el tipo de cambio de una moneda se ajusta de manera gradual y periódica en función de una serie de indicadores económicos predefinidos. Este sistema busca combinar la estabilidad de un tipo de cambio fijo con la flexibilidad de un tipo de cambio flotante, permitiendo que la moneda se deprecie o aprecie de forma controlada para evitar fluctuaciones abruptas que puedan desestabilizar la economía.

## Cambios en las tasas

### Presión externa
Para reaccionar a la presión externa (como los diferenciales de tasas de interés o los cambios en las reservas de divisas ) para apreciar o depreciar el tipo de cambio, el sistema puede tener cambios del tipo de cambio moderados y frecuentes para asegurar que se minimice la dislocación económica.

### Fórmulas de tarifas
Algunos bancos centrales utilizan una fórmula que desencadena un cambio cuando se cumplen ciertas condiciones, mientras que otros prefieren no utilizar una fórmula preestablecida y cambian con frecuencia el tipo de cambio para desalentar las especulaciones .

## Ventajas y desventajas
Las principales ventajas de un tipo de cambio móvil son que evita la inestabilidad económica como resultado de ajustes poco frecuentes y discretos (tipo de cambio fijo) y minimiza la tasa de incertidumbre y volatilidad ya que la fluctuación del tipo de cambio se mantiene mínima (régimen de cambio flotante). 
Por ejemplo, México utilizó un tipo de cambio de paridad móvil para abordar la inflación durante la crisis del peso. Pasó de un tipo de cambio fijo en la década de 1990 sin la inestabilidad de una devaluación rápida.
En diciembre de 2023, Argentina implementó un sistema de crawling peg para gestionar la devaluación del peso argentino. El Banco Central estableció una devaluación mensual fija del 2% con el objetivo de controlar la inflación y evitar fluctuaciones abruptas en el tipo de cambio. Esta estrategia buscaba proporcionar estabilidad al mercado cambiario y confianza a los inversores. En enero de 2025, tras observar una disminución en la inflación, el Banco Central decidió reducir el ritmo de devaluación mensual al 1%, con la intención de continuar estabilizando la economía y evitar un atraso cambiario que pudiera afectar la competitividad de las exportaciones argentinas.
Este enfoque permitió a Argentina ajustar su tipo de cambio de manera controlada, evitando las turbulencias asociadas a devaluaciones abruptas y proporcionando un marco predecible para los agentes económicos. Sin embargo, analistas advirtieron que si la inflación interna superaba el ritmo de devaluación establecido, podría generarse una apreciación real del peso, afectando negativamente la balanza comercial y la actividad económica.
En resumen, el crawling peg es una herramienta de política cambiaria que permite a los países gestionar su tipo de cambio de manera gradual y controlada, equilibrando la necesidad de estabilidad económica con la flexibilidad para adaptarse a las condiciones del mercado. Su implementación requiere una cuidadosa calibración de los ajustes y una vigilancia constante de los indicadores económicos para asegurar su efectividad y sostenibilidad a largo plazo.

## Clavija retrasada
E. Ray Canterbery propone una idea de paridad diferida para eliminar muchas desventajas del modelo de paridad móvil. El tipo de cambio diferido utiliza una banda ancha para las fluctuaciones del tipo de cambio, mientras que se permite que la banda se mueva cuando se acumulan pasivos en divisas (a un tipo de cambio secreto pero predeterminado). En China, un nuevo uso de una "banda flotante" es esencialmente una paridad retrasada.